# Валкувна, Барбара
Барбара Валкувна (пол. Barbara Wałkówna; 5 января 1933 — 28 января 2018) — польская актриса театра и кино.

## Биография
Барбара Валкувна родилась в Свентохловице. Актёрское образование получила в Государственной высшей театральной школе в Кракове, которую окончила в 1954 году. Дебютировала в театре в 1954. Актриса театров в Кельце, Катовице, Лодзи, Тарнуве. Выступала в спектаклях «театра телевидения» с 1961 г.
Её муж — актёр Юзеф Збируг.

## Избранная фильмография
- 1956 — Эскизы углём / Szkice węglem
- 1958 — Галоши счастья / Kalosze szczęścia
- 1963 — Пассажирка / Pasażerka
- 1964 — Встреча со шпионом / Spotkanie ze szpiegiem
- 1965 — Капитан Сова идёт по следу / Kapitan Sowa na tropie (1-я серия)
- 1966 — Ад и небо / Piekło i niebo
- 1968 — Одиночество вдвоем / Samotność we dwoje
- 1970 — Романтики / Romantyczni
- 1974 — Сколько той жизни / Ile jest życia (1-я серия)
- 1974 — Семь сторон мира / Siedem stron świata (1-я серия)
- 1975 — Опали листья с деревьев / Opadły liście z drzew
- 1977 — Страсть / Pasja
- 1978 — До последней капли крови / Do krwi ostatniej…
- 1979 — Форпост / Placówka
- 1982 — Знахарь / Znachor
- 1982 — Соленая роза / Słona róża
- 1982 — Пепельная среда / Popielec
- 1984 — Секс-миссия / Seksmisja (голос)

## Признание
- 1977 — Золотой Крест Заслуги.
- 1984 — Заслуженный деятель культуры Польши.
- 1984 — Кавалерский крест Ордена Возрождения Польши.
- 1985 — Медаль «40-летие Народной Польши».
- 1999 — Офицерский крест Ордена Возрождения Польши.
- 2007 — Серебряная медаль «За заслуги в культуре Gloria Artis».